# Deutsche Straßen-Radmeisterschaften 2022
Die Deutschen Straßen-Radmeisterschaften der Elite 2022 fanden vom 24. bis 26. Juni 2022 im Sauerland statt.

## Ablauf
Da die geplanten Meisterschaften im Vorjahr in Stuttgart im April 2020 wegen der COVID-19-Pandemie abgesagt wurden und in das Jahr 2021 verschoben wurden, wurden die für 2021 geplanten Meisterschaften im Sauerland wiederum von 2021 nach 2022 verlegt. Organisator der Rennen waren die Winterberger Tourismus GmbH und die SLV Sports GmbH. Zielort war Winterberg. Startort des Rennens der Männer war Arnsberg, von wo aus die Sportler auf einen etwa 15 Kilometer langen Rundkurs um Winterberg fuhren. Auch ein Jedermannrennen war eingebunden.
Die Titelkämpfe begannen am Freitag, dem 24. Juni, mit dem Einzelzeitfahren der Männer Elite und U23 und  der Frauen Elite und erstmals der U23 der Frauen. Die rund 27 Kilometer lange Runde begann und endete in Marsberg. Lennard Kämna sicherte sich zum ersten Mal den Titel als deutscher Zeitfahrmeister bei der Herren Elite, Lisa Brennauer errang den Titel zum fünften Mal. In den U23-Klassen waren Ricarda Bauernfeind und Maurice Ballerstedt erfolgreich. Zwei Tage später erfolgten die Straßenrennen für die Elite der Frauen und Männer. Bei den Frauen wurde Liane Lippert zum zweiten Mal Meisterin, bei den Männern wurde es Nils Politt zum ersten Mal. Politt wurde damit Nachfolger von Maximilian Schachmann, der aufgrund einer Corona-Infektion nicht an den Titelkämpfen teilnehmen konnte.
Die deutschen Meisterschaften der Nachwuchsklassen fanden am 2. und 3. Juli 2022 in Elxleben, Landkreis Sömmerda, statt, darunter erstmals U23-Meisterschaften für die Frauen. Das Mannschaftszeitfahren wurde am 4. September in Genthin ausgetragen. Die Drei-Länder-Meisterschaft 2022 für Männer der U23 wurden am 3. Juli im luxemburgischen Diekirch ausgefahren. Die deutschen Meisterschaften im Einzelzeitfahren der Juniorinnen und Junioren wurden am 31. Juli 2022 im Rahmen des Treuchtlinger Zeitfahrens powered by Velovita ausgetragen.

## Resultate

### Straßenrennen

#### Frauen
| Platz | Athletin            | Zeit      |
| ----- | ------------------- | --------- |
| 1     | Liane Lippert       | 3:37:42 h |
| 2     | Ricarda Bauernfeind | gl. Zeit  |
| 3     | Nadine Gill         | gl. Zeit  |
| 4     | Clara Koppenburg    | gl. Zeit  |
| 5     | Antonia Niedermaier | gl. Zeit  |
| 6     | Aileen Schweikart   | + 8:30    |
| 7     | Lisa Brennauer      | + 8:36    |
| 8     | Laura Süßemilch     | + 8:37    |
| 9     | Romy Kasper         | gl. Zeit  |
| 10    | Svenja Betz         | gl. Zeit  |

Länge: 122 km, von Siedlinghausen, Rundkurs zum Zieleinlauf Kahler Asten/Winterberg,

Start: Sonntag, 26. Juni

Durchschnittsgeschwindigkeit der Siegerin: 33,62 km/h

Von 68 Athletinnen kamen 16 ins Ziel.

#### Frauen U23
| Platz | Athletin            | Zeit       |
| ----- | ------------------- | ---------- |
| 1     | Ricarda Bauernfeind | 02:05:21 h |
| 2     | Antonia Niedermaier | gl. Zeit   |
| 3     | Linda Riedmann      | + 5:50     |
| 4     | Hannah Buch         | + 8:45     |
| 5     | Friederike Stern    | gl. Zeit   |
| 6     | Dorothea Heitzmann  | gl. Zeit   |
| 7     | Lana Eberle         | gl. Zeit   |
| 8     | Olivia Schoppe      | gl. Zeit   |
| 9     | Judith Krahl        | gl. Zeit   |
| 10    | Victoria Stelling   | gl. Zeit   |

Länge: 71,4 km, Rundkurs in Elxleben, 7 × 10,2 km

Start: Sonntag, 3. Juli

Von 26 Athletinnen kamen 17 ins Ziel.

#### Juniorinnen
| Platz | Athletin               | Zeit       |
| ----- | ---------------------- | ---------- |
| 1     | Justyna Czapla         | 02:11:14 h |
| 2     | Jule Märkle            | + 2:52     |
| 3     | Seána Littbarski-Gray  | gl. Zeit   |
| 4     | Hannah Kunz            | gl. Zeit   |
| 5     | Paula Friebel          | gl. Zeit   |
| 6     | Jette Simon            | gl. Zeit   |
| 7     | Carla Tusint           | + 3:20     |
| 8     | Miriam Tschepe         | + 3:51     |
| 9     | Leah Noelle Augenstein | + 4:30     |
| 10    | Helene Müller          | + 6:45     |

Länge: 71,4 km, Rundkurs in Elxleben, 7 × 10,2 km

Start: Sonntag, 3. Juli

Von 27 Athletinnen kamen 11 ins Ziel.

#### Männer
| Platz | Athlet           | Zeit      |
| ----- | ---------------- | --------- |
| 1     | Nils Politt      | 4:34:59 h |
| 2     | Nikias Arndt     | + 0:47    |
| 3     | Simon Geschke    | + 2:45    |
| 4     | Emanuel Buchmann | gl. Zeit  |
| 5     | Jonas Rutsch     | + 3:32    |
| 6     | Miguel Heidemann | gl. Zeit  |
| 7     | Juri Hollmann    | + 3:35    |
| 8     | Felix Engelhardt | + 3:45    |
| 9     | Jannik Steimle   | + 3:58    |
| 10    | Nico Denz        | gl. Zeit  |

Länge: 189 km, von Arnsberg-Neheim zum Kahlen Asten/Winterberg

Start: Sonntag, 26. Juni

Durchschnittsgeschwindigkeit des Siegers: 41,23 km/h

Von 145 Startern kamen 66 Fahrer ins Ziel.

#### Männer U23
siehe Drei-Länder-Meisterschaft 2022

#### Junioren
| Platz | Athlet                    | Zeit      |
| ----- | ------------------------- | --------- |
| 1     | Emil Herzog               | 2:57:02 h |
| 2     | Louis Leidert             | + 0:22    |
| 3     | Toni Albrecht             | + 4:38    |
| 4     | Vincent John              | gl. Zeit  |
| 5     | Felix Fleischmann         | gl. Zeit  |
| 6     | Max Bock                  | + 4:45    |
| 7     | Louis Kitzki              | + 5:45    |
| 8     | Gabriel Kuchinke          | + 5:48    |
| 9     | Luca Martin               | + 7:29    |
| 10    | Lauric Imman Schwitzgebel | gl. Zeit  |

Länge: 102,2 km, Rundkurs in Elxleben, 11 × 10,2 km

Start: Sonntag, 3. Juli

Von 104 Athleten kamen 33 ins Ziel.

### Einzelzeitfahren

#### Frauen
| Platz | Athletin          | Zeit (min) |
| ----- | ----------------- | ---------- |
| 1     | Lisa Brennauer    | 42:23      |
| 2     | Lisa Klein        | + 0:14     |
| 3     | Hannah Ludwig     | + 0:25     |
| 4     | Corinna Lechner   | + 0:34     |
| 5     | Aileen Schweikart | + 0:57     |
| 6     | Nadine Gill       | + 1:00     |
| 7     | Franziska Brauße  | + 1:17     |
| 8     | Romy Kasper       | + 1:21     |
| 9     | Hannah Fandel     | + 1:22     |
| 10    | Katharina Fox     | + 1:41     |

Länge: 27,48 km

Start: Freitag, 24. Juni, 14:15 Uhr (MESZ)

Durchschnittsgeschwindigkeit der Siegerin: 38,93 km/h

Es kamen 38 Starterinnen ins Ziel.

#### Frauen U23
| Platz | Athlet               | Zeit (min) |
| ----- | -------------------- | ---------- |
| 1     | Ricarda Bauernfeind  | 42:04      |
| 2     | Linda Riedmann       | + 2:11     |
| 3     | Judith Krahl         | + 3:06     |
| 4     | Lisa Strothmann      | + 3:41     |
| 5     | Marla Sigmund        | + 3:47     |
| 6     | Friederike Stern     | + 4:00     |
| 7     | Lana Eberle          | + 5:01     |
| 8     | Hannah Buch          | + 5:12     |
| 9     | Dorothea Heitzmann   | + 5:16     |
| 10    | Karoline Goldschmidt | + 5:29     |

Länge: 27,48 km

Start: Freitag, 24. Juni, 13:15 Uhr (MESZ)

Durchschnittsgeschwindigkeit der Siegerin:  39,19 km/h

Es kamen 20 Starterinnen ins Ziel.

#### Juniorinnen
| Platz | Athletin                | Zeit      |
| ----- | ----------------------- | --------- |
| 1     | Justyna Czapla          | 26:52 min |
| 2     | Magdalena Fuchs         | + 1:01    |
| 3     | Hannah Kunz             | + 1:20    |
| 4     | Jannike Maira Lode      | + 1:47    |
| 5     | Jule Märkl              | + 1:57    |
| 6     | Seána Littbarski-Gray   | + 1:58    |
| 7     | Katharina Paggel        | + 2:23    |
| 8     | Carla Tusint            | + 2:25    |
| 9     | Clara Sophie Nitschmann | + 2:33    |
| 10    | Helene Müller           | + 3:04    |

Länge: 20 km, in Treuchtlingen

Start: Sonntag, 31. Juli

Durchschnittsgeschwindigkeit der Siegerin: 44,665 km/h

Von 22 gestarteten Athletinnen kamen 22 in die Wertung.

#### Männer
| Platz | Athlet            | Zeit (min) |
| ----- | ----------------- | ---------- |
| 1     | Lennard Kämna     | 35:31      |
| 2     | Jannik Steimle    | + 0:15     |
| 3     | Nils Politt       | + 0:24     |
| 4     | Jonas Rutsch      | + 0:34     |
| 5     | Georg Steinhauser | + 0:50     |
| 6     | Juri Hollmann     | + 0:54     |
| 7     | Nikias Arndt      | + 0:57     |
| 8     | Marco Brenner     | + 1:00     |
| 9     | Michel Heßmann    | + 1:03     |
| 10    | Miguel Heidemann  | + 1:03     |

Länge: 35 km

Start: Freitag, 24. Juni, 16:30 Uhr (MESZ)

Durchschnittsgeschwindigkeit des Siegers: 46,457 km/h

Es kamen 55 Starter ins Ziel.

#### Männer U23
| Platz | Athlet              | Zeit (min) |
| ----- | ------------------- | ---------- |
| 1     | Maurice Ballerstedt | 37:19      |
| 2     | Tobias Buck-Gramcko | + 0:15     |
| 3     | Hannes Wilksch      | + 0:41     |
| 4     | Pirmin Benz         | + 0:46     |
| 5     | Luis-Joe Lührs      | + 0:46     |
| 6     | Jannis Peter        | + 1:09     |
| 7     | Moritz Kretschy     | + 1:24     |
| 8     | Julian Borresch     | + 1:29     |
| 9     | Tom Lindner         | + 1:37     |
| 10    | Nicolas Heinrich    | + 1:45     |

Länge: 35 km

Start: Freitag, 24. Juni, 14:45 Uhr (MESZ) 

Durchschnittsgeschwindigkeit des Siegers: 44,216 km/h

Es kamen 60 Starter ins Ziel.

#### Junioren
| Platz | Athlet                | Zeit      |
| ----- | --------------------- | --------- |
| 1     | Jonas Reibsch         | 24:26 min |
| 2     | Emil Herzog           | + 0:02    |
| 3     | Tillmann Sarnowski    | + 0:19    |
| 4     | Louis Leidert         | + 0:20    |
| 5     | Gus Otte              | + 0:22    |
| 6     | Noah Balgenorth       | + 0:22    |
| 7     | Matteo Groß           | + 0:23    |
| 8     | Lui Bengelsdorf       | + 0:27    |
| 9     | Fausto Valentin Penna | + 0:31    |
| 10    | Nick Bangert          | + 0:35    |

Länge: 20 km, in Treuchtlingen

Start: Sonntag, 31. Juli

Durchschnittsgeschwindigkeit des Siegers: 49,113 km/h

Von 76 gestarteten Athleten kamen 74 in die Wertung.

### Mannschaftszeitfahren der Männer
| Platz | Team                       | Athleten                                                                               | Zeit (h)     |
| ----- | -------------------------- | -------------------------------------------------------------------------------------- | ------------ |
| 1     | rad-net Rose Team          | Pirmin Benz/Sven Redmann/Nicolas Heinrich/ Theo Reinhardt/Moritz Kretschy/Moritz Czasa | 53:45,76 min |
| 2     | Saris Rouvy Sauerland Team | Johannes Adamietz/Julian Borresch/Julian Braun/ Jon Knolle/Silas Köch/Max Briese       | + 19 s       |
| 3     | Team Lotto–Kern Haus       | Joshua Huppertz/Cedric Abt/Ole Theiler/ Christian Koch/Jan Hugger/Jan Kuhn             |              |

Länge: 50 km

Start: Sonntag, 4. September

Strecke: Genthin–Genthin, 2 Runden